# I. liga žen 2017/2018
I. ligy žen se v sezóně 2017–18 zúčastnilo 8 klubů. Vítězem se stal klub AC Sparta Praha, základní část vyhrál tým SK Slavia Praha.

## Herní systém
Základní část se odehrála systémem každý s každým doma a venku. Po odehrání základní části došlo k rozdělení týmů do dvou skupin. Týmy na 1.–4. místě hrály ve skupině o titul, poslední čtyři týmy hráli o záchranu.

## Tabulka základní části
| Poř. | Klub                             | Zápasy | Výhry | Remízy | Prohry | Skóre  | Body |
| ---- | -------------------------------- | ------ | ----- | ------ | ------ | ------ | ---- |
| 1.   | SK Slavia Praha                  | 14     | 13    | 1      | 0      | 102:11 | 40   |
| 2.   | AC Sparta Praha                  | 14     | 11    | 2      | 1      | 65:6   | 35   |
| 3.   | 1. FC Slovácko                   | 14     | 10    | 1      | 3      | 43:16  | 31   |
| 4.   | FC Viktoria Plzeň                | 14     | 4     | 1      | 9      | 18:41  | 13   |
| 5.   | Lokomotiva Brno – Horní Heršpice | 14     | 3     | 3      | 8      | 18:53  | 12   |
| 6.   | FC Slovan Liberec                | 14     | 2     | 4      | 8      | 12:43  | 10   |
| 7.   | FC Hradec Králové                | 14     | 2     | 3      | 9      | 13:54  | 9    |
| 8.   | FK Dukla Praha                   | 14     | 2     | 3      | 9      | 8:55   | 9    |

## Tabulky nadstavbových skupin

### Tabulka skupiny o titul
| Poř. | Klub              | Zápasy | Výhry | Remízy | Prohry | Skóre  | Body |
| ---- | ----------------- | ------ | ----- | ------ | ------ | ------ | ---- |
| 1.   | AC Sparta Praha   | 6      | 6     | 0      | 0      | 88:8   | 53   |
| 2.   | SK Slavia Praha   | 6      | 4     | 0      | 2      | 126:22 | 52   |
| 3.   | 1. FC Slovácko    | 6      | 1     | 0      | 5      | 51:42  | 34   |
| 4.   | FC Viktoria Plzeň | 6      | 1     | 0      | 5      | 24:63  | 16   |

### Tabulka skupiny o záchranu
| Poř. | Klub                             | Zápasy | Výhry | Remízy | Prohry | Skóre | Body |
| ---- | -------------------------------- | ------ | ----- | ------ | ------ | ----- | ---- |
| 1.   | FC Slovan Liberec                | 6      | 5     | 1      | 0      | 34:49 | 26   |
| 2.   | FK Dukla Praha                   | 6      | 3     | 0      | 3      | 18:71 | 18   |
| 3.   | FC Hradec Králové                | 6      | 2     | 2      | 2      | 22:63 | 17   |
| 4.   | Lokomotiva Brno – Horní Heršpice | 6      | 0     | 1      | 5      | 22:67 | 13   |

## Nejlepší hráčky

### Nejlepší střelkyně v základní části

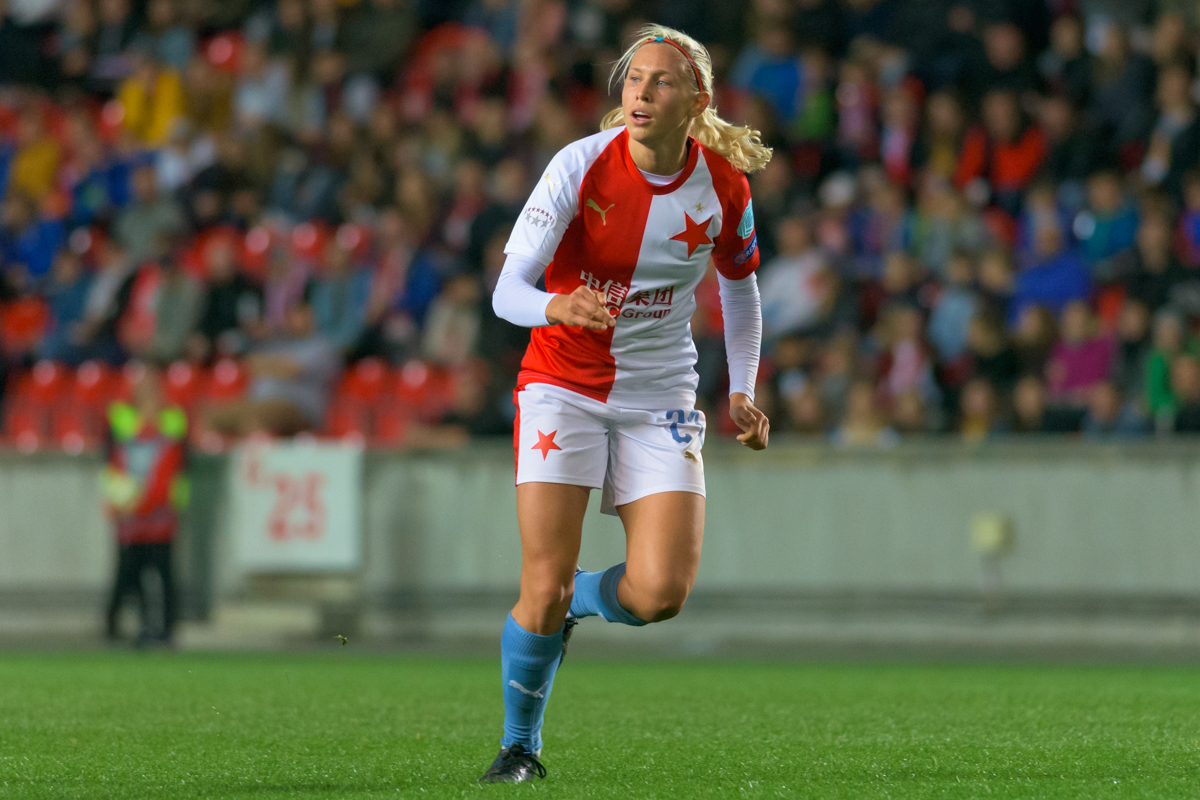
Nejlepší střelkyně ročníku 2017/2018 – Kateřina Svitková

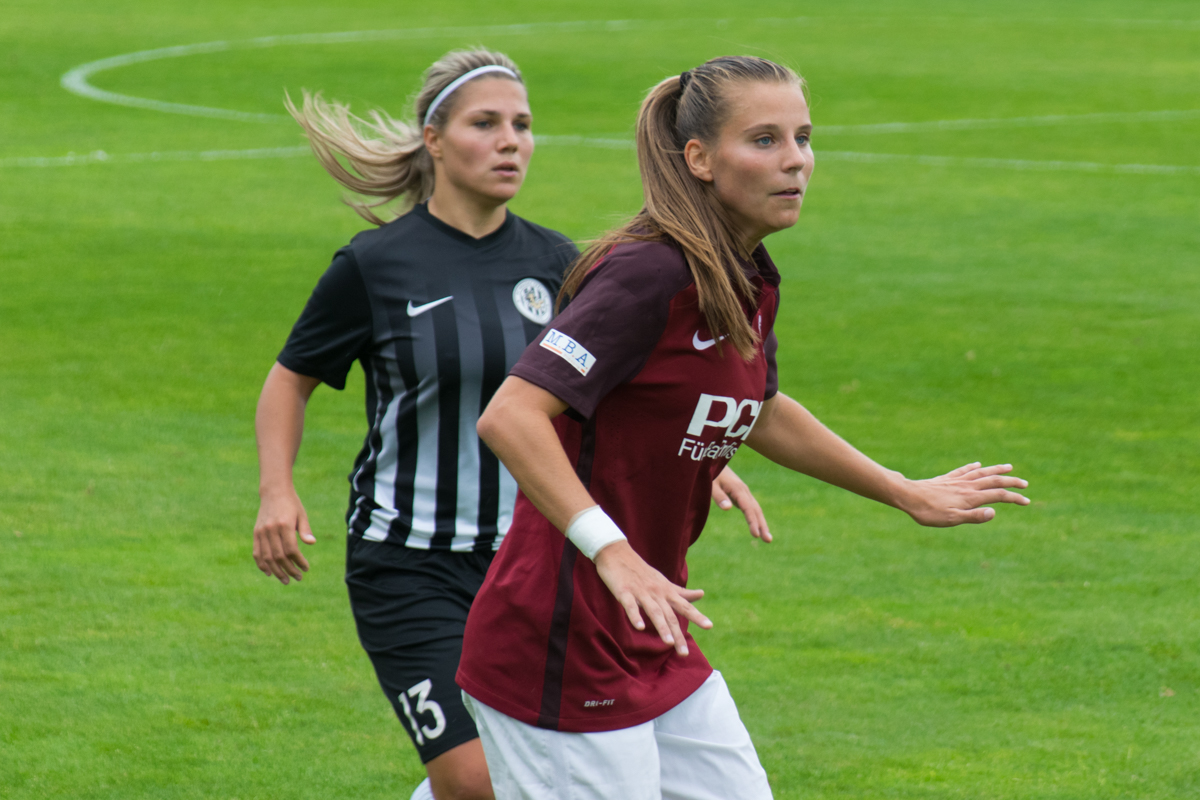
Osobnost ligového ročníku 2017/2018 – Kylie Strom (Sparta)

| Hráčka            | Klub            | Góly |
| ----------------- | --------------- | ---- |
| Kateřina Svitková | SK Slavia Praha | 19   |
| Tereza Kožárová   | SK Slavia Praha | 14   |
| Petra Divišová    | SK Slavia Praha | 11   |
| Andrea Stašková   | AC Sparta Praha | 11   |
| Andrea Jarchovská | SK Slavia Praha | 11   |

### Nejlepší střelkyně celkem
| Hráčka            | Klub            | Góly |
| ----------------- | --------------- | ---- |
| Kateřina Svitková | SK Slavia Praha | 24   |
| Tereza Kožárová   | SK Slavia Praha | 18   |
| Andrea Stašková   | AC Sparta Praha | 14   |
| Petra Divišová    | SK Slavia Praha | 12   |
| Andrea Jarchovská | SK Slavia Praha | 12   |
| Klaudia Fabová    | 1. FC Slovácko  | 12   |

### Osobnost ligy
Osobností ligy v hlasování kapitánek a trenérů prvoligových týmů byla zvolena Kylie Strom ze Sparty.